# Дамское танго
«Дамское танго» — советский художественный фильм 1983 года, поставленный режиссёром Суламбеком Мамиловым по сценарию Валерия Чикова.

## Сюжет
После того как женился сын, героиня почувствовала себя никому не нужной. Уехав к родным в деревню, она встретила и полюбила сезонного рабочего Фёдора. Но кончилась пора отпусков — и к Фёдору вернулась жена с любимой дочерью.

## В ролях
- Валентина Федотова — Екатерина Платоновна, телефонистка
- Анатолий Васильев — Фёдор Васильевич, сварщик
- Раиса Рязанова — Анастасия Филимонова, доярка
- Леонид Неведомский — Павел Павлович Филимонов, бригадир
- Николай Крючков — дед Платон, банщик
- Мария Скворцова — Власьевна
- Борис Новиков — дед Гришаня
- Светлана Селезнёва — Людмила Павловна Филимонова, будущая актриса
- Сергей Фёдоров — Василий Игнатьевич Коромыслин, режиссёр местного театра
- Сергей Рубеко — Геннадий Литаврин, шофёр
- Яна Друзь — Галина Литаврина
- Владимир Шуранов — Вадим (в титрах — В. Мухаметов)
- Вадим Захарченко — командированный полковник милиции
- Татьяна Рудина — Зина, официантка в ресторане
- Екатерина Воронина — Ольга (в титрах — Е. Никоненко)
- Вячеслав Морозов — артист ансамбля «Джанг»(крупный план во время выступления ансамбля)
- Розалия Эрденко — певица и артистка цыганского ансамбля «Джанг» (нет в титрах)
- Николай Эрденко — скрипач, артист и руководитель цыганского ансамбля «Джанг» (нет в титрах)
- Владимир Епископосян — артист цыганского ансамбля «Джанг» с бубном (нет в титрах)
- Леонсия Эрденко — юная артистка цыганского ансамбля «Джанг»
- Рада Эрденко — юная артистка цыганского ансамбля «Джанг»
- Лидия Королёва — телефонистка (нет в титрах)
- Леонид Трутнев — газовик в тельняшке в ресторане (нет в титрах)